# Distichlis
Distichlis es un género de plantas herbáceas perteneciente a la familia de las poáceas. Es originario de América y Australia.

## Descripción
Son plantas perennes rizomatosas, dioicas. Hojas caulinares, marcadamente dísticas; la lígula una membrana ciliada; láminas lineares, aplanadas a convolutas. Inflorescencia una panícula o racimo terminal, contraída, a veces reducida a 2 espiguillas. Espiguillas de ambos sexos similares, comprimidas lateralmente, con numerosos flósculos unisexuales; desarticulación entre los flósculos tardía en las espiguillas pistiladas; glumas cortas, membranáceas, carinadas, tenuemente 3-7-nervias; lemas 5-11-nervias, coriáceas, glabras, no aristadas, carinadas; páleas tan largas como las lemas o un poco más cortas que ellas, 2-carinadas, las quillas escabrosas; lodículas 2; estambres 3; estilos 2, engrosados en la base. El fruto es una cariopsis sulcada; embrión  1/3 la longitud de la cariopsis; hilo punteado.

## Taxonomía
El género fue descrito por Constantine Samuel Rafinesque y publicado en Journal de Physique, de Chimie, d'Histoire Naturelle et des Arts 89: 104. 1819. La especie tipo es: Distichlis maritima Raf.
Etimología
El nombre del género deriva del griego distichos (en 2 filas), refiriéndose a la notable filotaxis. 
Citología
Número de la base del cromosoma, x = 10. 2n = 40. 4 ploid.

## Especies aceptadas
A continuación se brinda un listado de las especies del género Distichlis aceptadas hasta mayo de 2015, ordenadas alfabéticamente. Para cada una se indica el nombre binomial seguido del autor, abreviado según las convenciones y usos.	
1. Distichlis acerosa (Griseb.) H. L. Bell & Columbus - Argentina
2. Distichlis australis (Speg.) Villamil - Argentina
3. Distichlis distichophylla (Labill.) Fassett - Australia
4. Distichlis eludens (Soderstr. & H. F. Decker) H. L. Bell & Columbus - Durango, Zacatecas, San Luis Potosí
5. Distichlis humilis Phil. - Perú, Bolivia, Chile, Argentina
6. Distichlis laxiflora Hack. - Argentina
7. Distichlis littoralis (Engelm.) H. L. Bell & Columbus - California, Texas, Luisiana, Florida, México, Bahamas, Cuba
8. Distichlis palmeri (Vasey) Fassett ex I.M.Johnst. - Baja California, Sonora
9. Distichlis scoparia (Kunth) Arechav. - Chile, Argentina, Uruguay
10. Distichlis spicata (L.) Greene